# Robert White (ishockeyspelare)
Robert Charles "Bob" White, född 22 juli 1935 i Stratford i Ontario, är en kanadensisk före detta ishockeyspelare.
White blev olympisk bronsmedaljör i ishockey vid vinterspelen 1956 i Cortina d'Ampezzo.